# Kohei Hayashi
Kohei Hayashi (født 27. juni 1978) er en tidligere japansk fodboldspiller.
Han har spillet for flere forskellige klubber i sin karriere, herunder Kawasaki Frontale og Montedio Yamagata.